# Układ kierowniczy

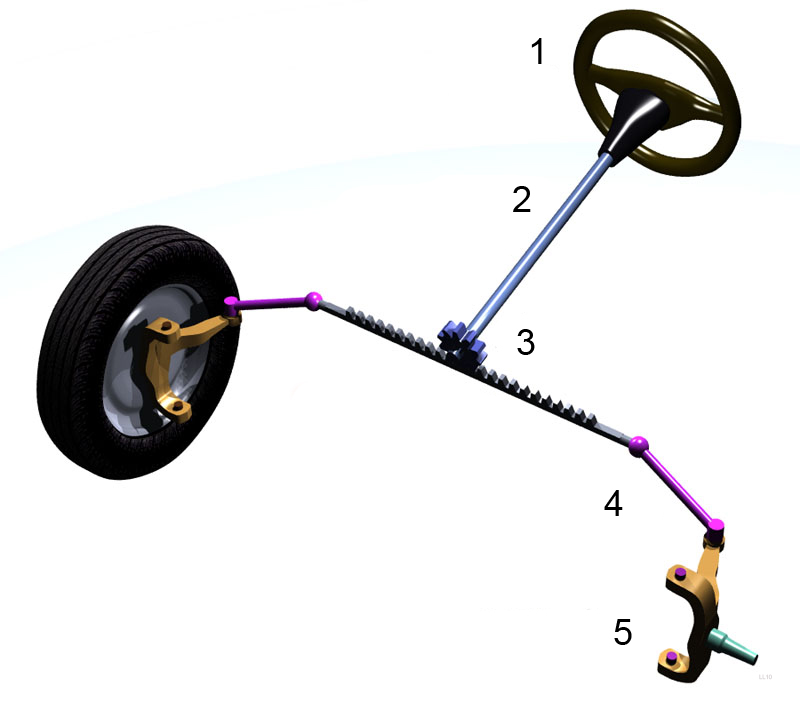
Układ kierowniczy

Układ kierowniczy – zespół mechanizmów umożliwiających kierowanie pojazdem, czyli utrzymywanie stałego kierunku jazdy lub jego zmianę zgodnie z wolą kierowcy.

## Główne zadania
- utrzymanie prostoliniowego kierunku jazdy;
- umożliwienie zmiany toru jazdy zgodnie z wolą kierowcy.

Układ kierowniczy powinien spełniać następujące warunki:
1. zależność kinematyczna między kątami skrętu kół kierowanych powinna być możliwie bliska zależności teoretycznej;
2. koła skręcone powinny samoczynnie powracać do położenia odpowiadającego kierunkowi jazdy na wprost oraz zapewniać utrzymanie tego kierunku, pomimo działania sił bocznych niezależnych od kierowcy;
3. uderzenia wywołane nierównościami nawierzchni nie powinny być odczuwalne na kole kierowniczym;
4. pionowe przemieszczenia kół kierowanych wywołane nierównościami drogi nie powinny powodować zmiany kierunku jazdy;
5. kierowanie pojazdem powinno być łatwe i skuteczne, z użyciem możliwie małych sił na kole kierowniczym.

Wymienione warunki spełniają dwie grupy elementów:
- mechanizm zwrotniczy
- mechanizm kierowniczy.

## Mechanizm zwrotniczy
Mechanizm zwrotniczy to zespół dźwigni i drążków łączących koła kierowane. Prawidłowy mechanizm zwrotniczy zapewnia toczenie się kół po łuku drogi bez poślizgu bocznego, tzn. po torze, którego promień krzywizny jest zawsze prostopadły do płaszczyzny koła. Najprostszym mechanizmem jest trapezowy mechanizm zwrotniczy. Zależność między kątami skrętu kół trapezowego mechanizmu zwrotniczego przedstawiają zależności:
tgβz=l/(R+b/2)
tgβw=l/(R-b/2)
ctgβz-ctgβw=b/l
Samoczynne powracanie skręconych kół do położenia odpowiadającego jeździe na wprost, czyli tzw. skłonność samochodu do wychodzenia z zakrętu, oraz utrzymywanie przez samochód kierunku jazdy na wprost, pomimo działania niewielkich sił bocznych, uzyskuje się przez odpowiednie pochylenie kół oraz sworzni zwrotnic. Ustawienie kół kierowanych określają następujące wielkości geometryczne:
1. kąt wyprzedzenia sworznia zwrotnicy γ – kąt wyprzedzenia sworznia zwrotnicy, to kąt, jaki tworzy z pionem oś sworznia zwrotnicy, mierzony w rzucie na płaszczyznę pionową równoległą do podłużnej płaszczyzny symetrii samochodu. Kąt ten powoduje wystąpienie momentu stabilizującego;
2. kąt pochylenia sworznia zwrotnicy β – kąt pochylenia sworznia zwrotnicy β, to kąt, jaki tworzy z pionem oś sworznia zwrotnicy, mierzony w rzucie na płaszczyznę prostopadłą do podłużnej płaszczyzny symetrii samochodu;
3. kąt pochylenia koła α – Kąt pochylenia koła to kąt między płaszczyzną koła i płaszczyzną pionową równoległą do podłużnej płaszczyzny symetrii samochodu, mierzony gdy koła są ustawione symetrycznie do osi podłużnej samochodu;
4. zbieżność kół – zbieżność kół to różnica między rozstawem kół kierowanych, mierzonym z tyłu i z przodu na obręczach kół, w płaszczyźnie równoległej do jezdni i przechodzącej przez środki kół ustawionych symetrycznie względem podłużnej osi samochodu. Jeżeli koła kierowane skierowane są do wewnątrz samochodu, to zbieżność jest dodatnia (koła są zbieżne).

Jeśli koła kierowane skierowane są na zewnątrz, to zbieżność jest ujemna (koła są rozbieżne). Zbieżność dobiera się tak, aby równoważyła tendencję do rozchylania się kół.
Kąt zbieżności połówkowej koła jezdnego δ – jest to kąt zawarty pomiędzy płaszczyzną symetrii koła a osią geometryczną pojazdu – dla koła przedniego lub osią symetrii pojazdu – dla koła tylnego, przy kołach ustawionych do jazdy na wprost.
Oś symetrii samochodu – to linia przebiegająca przez środki osi przedniej i tylnej.
Oś geometryczna jazdy – to prosta (dwusieczna) dzieląca kąt zbieżności całkowitej kół tylnych na dwa równe kąty.

## Mechanizm kierowniczy
Mechanizm kierowniczy służy do przekazywania ruchu obrotowego koła kierownicy na zwrotnice w celu skręcenia kół kierowanych. Mechanizm kierowniczy umożliwia:
- skręty kół kierowanych pod wpływem obrotu kierownicy;
- dzięki przełożeniu dostosowuje siłę przyłożoną do kierownicy i wartość kąta obrotu kierownicy do wartości sił i kątów koniecznych do kierowania samochodem.

Głównym zespołem mechanizmu kierowniczego jest przekładnia kierownicza. Jej zadaniem jest zapewnianie odpowiedniego przełożenia kinematycznego i dynamicznego oraz odpowiedniej charakterystyki sprawności mechanizmu kierowniczego.
Przełożenie kinematyczne przekładni kierowniczej jest to stosunek kąta obrotu koła kierownicy do kąta skręcenia kół kierowanych. Największe wartości przełożenia powinny odpowiadać ustawieniu przekładni podczas jazdy na wprost.

## Wspomaganie układu kierowniczego
Wspomaganie układu kierowniczego – polega na tym, że siła, jaką przykłada kierowca do koła kierownicy nie jest wykorzystywana do pokonania oporów skrętu kół, lecz służy jedynie do uruchomienia układu sterującego (pneumatycznego lub hydraulicznego) siłownikiem, który działa na drążek podłużny lub bezpośrednio na drążek poprzeczny układu zwrotniczego. Urządzenie wspomagające powinno:
- zapewnić pojazdowi ‘samopowracalność’ do kierunku jazdy na wprost;
- tłumić wstrząsy wywołane nierównościami drogi, w taki jednak sposób, by nie pozbawić kierowcy informacji o jakości nawierzchni i kącie skrętu kół kierowanych;
- być tak zbudowane, aby jego awaria nie powodowała utraty możliwości kierowania samochodem.